# Palácio de Amalienborg
O Palácio de Amalienborg (em dinamarquês: Amalienborg) é a residência oficial de inverno da família real dinamarquesa na cidade de Copenhague. Ele é na verdade formado por quatro palácios de exteriores idênticos dispostos ao redor de uma praça octogonal, em cujo centro há uma estátua equestre do rei Frederico V da Dinamarca, o fundador de Amalienborg.

O complexo originalmente foi construído com o intuito de abrigar quatro famílias nobres. Entretanto, a família real dinamarquesa comprou os quatro palácios e se mudou para lá após o incêndio do Palácio de Christiansborg em 26 de fevereiro de 1794. Com o passar dos anos os interiores e exteriores dos edifícios foram modificados enquanto diferentes gerações da família real dinamarquesa ocupavam a residência.

## História

### O local

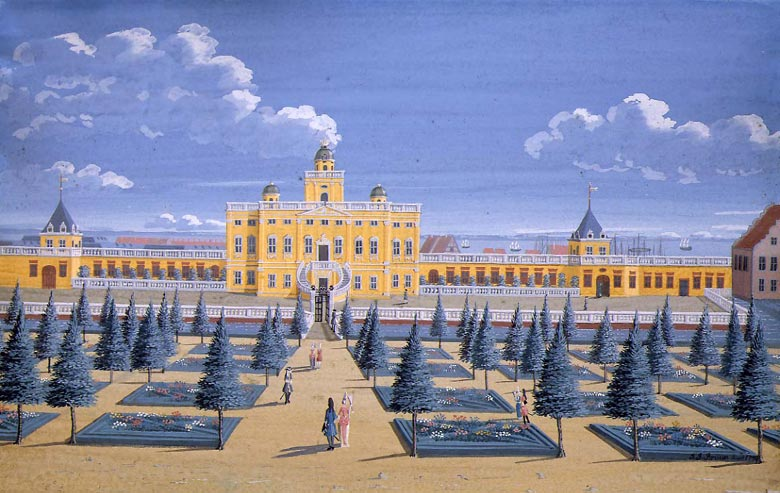
O antigo Sophie Amalienborg em 1740.

A história começa por volta de 1600, quando o rei Cristiano IV da Dinamarca, coroado em 1596, começou a resolver um grande problema da cidade na época: a falta de espaço. Ele comprou as terras ao norte da cidade medieval, e logo adquiriu todo o espaço entre o que é hoje a rua Øster Volgade, a Cidadela (Kastellet, um forte para proteger a cidade de ataques) e o porto. Uma das primeiras coisas que ele fez foi construir um jardim para ele mesmo, o Kongens Have, onde também começou a construir o que se tornaria o Castelo Rosenborg. Cristiano IV era conhecido como um grande arquitecto e construtor.
O terreno em torno de palácios de Amalienborg foi adquirido cerca de 1602 pelo rei Cristiano IV da Dinamarca (1577-1648 - governou a Dinamarca e a Noruega 1588-1648) e foi situado fora das muralhas de Copenhaga.

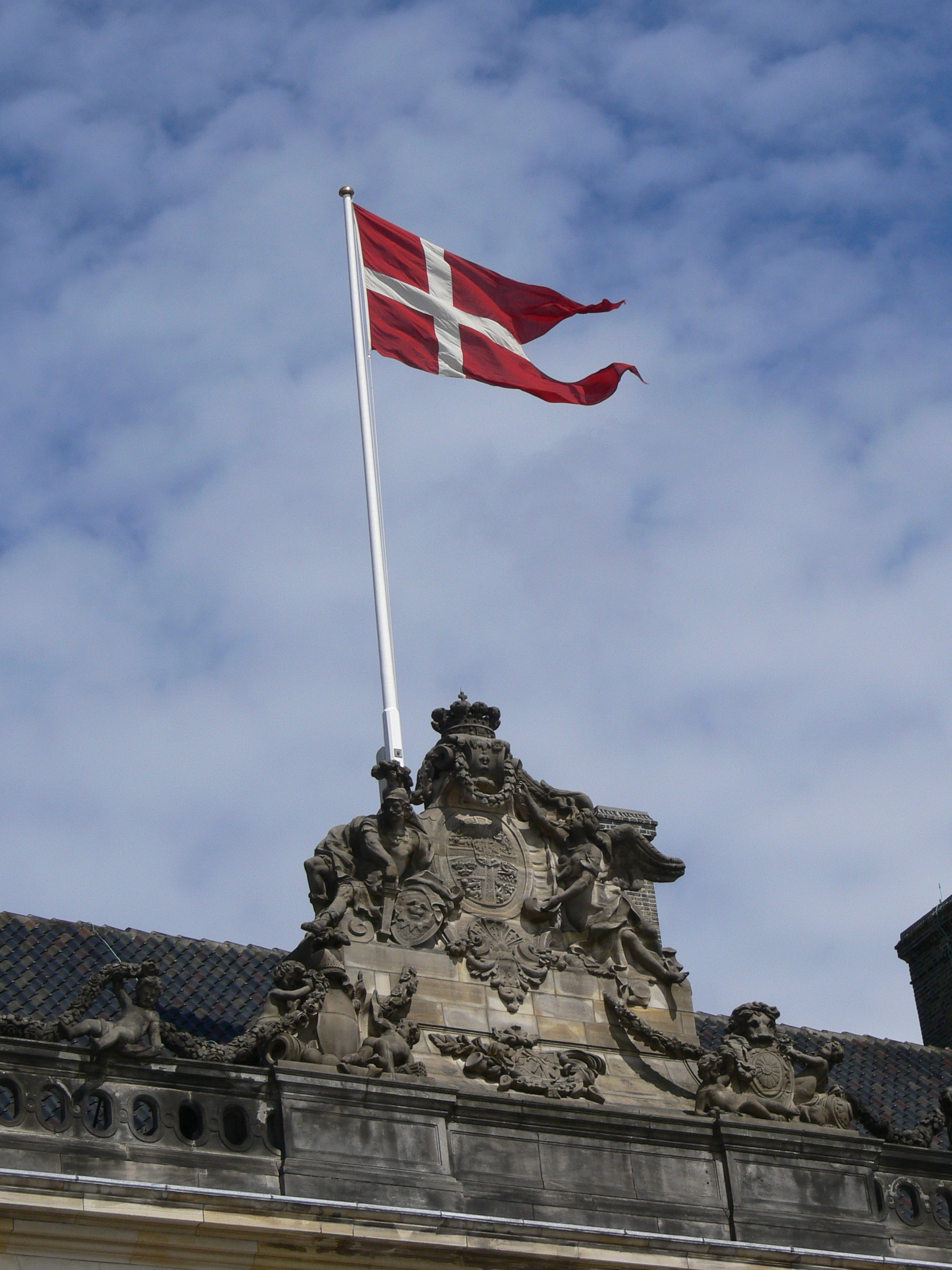
A Bandeira do Reino da Dinamarca no Palácio de Amalienborg.

Durante as décadas de 1630 e 1640 a área foi fortificada com grandes muros e barricadas, que hoje ainda possui algumas partes preservadas no jardim botânico e nas construções do leste. A Cidadela foi concluída somente no reinado do filho e sucessor de Cristiano IV, Frederico III. Em 1660, Sofia Amélia, consorte de Frederico III, comprou a área entre a actual Rua Broad e a costa, para construir um castelo de verão, no lugar do "Dronningens Enghave", destruído pelo ataque sueco à Copenhaga em 1658-60. Ela construiu entre 1667 e 1673 o palácio denominado Sophie Amalienborg (borg em dinamarquês significa "castelo"), em forma de uma villa italiana, com um casino num prédio de três andares com um "belvedere". Esse castelo tinha os fundos para onde hoje é um dos prédios de Amalienborg. O nome se manteve mesmo depois do incêndio que o devastou em 1689.
O segundo castelo Sophie Amaliemborg foi construído pelo rei Frederico IV no começo de seu reinado. Era uma modesta residência de verão para a família real, com dois andares com vista para o porto e cercado por um jardim em estilo francês. Mais tarde, o local deu espaço aos ambiciosos planos do rei Frederico V, que estabeleceu ali uma nova cidade, chamada Frederiksstaden ("cidade de Frederico"), fora dos muros de Copenhaga.

### Desenvolvimento de Frederiksstaden
Amalienborg é a peça central de Frederiksstaden, um distrito construído por Frederico V para comemorar o tricentenário da ascensão dos Oldemburgo ao trono da Dinamarca, e em 1749 o tricentenário da coroação de Cristiano I. Este desenvolvimento é geralmente pensado para ter sido fruto da imaginação de plenipotenciários do embaixador dinamarquês em Paris, Johann Ernst Hartwig Bernstorff. O título do projeto foi assinado por Adam Gottlob Moltke, um dos homens mais poderosos e influentes do país, com Nicolai Eigtved como real arquiteto e supervisor. Frederiksstaden, planejado para receber a mais alta nobreza, tornou-se um grandioso exemplo da arquitetura barroca européia.

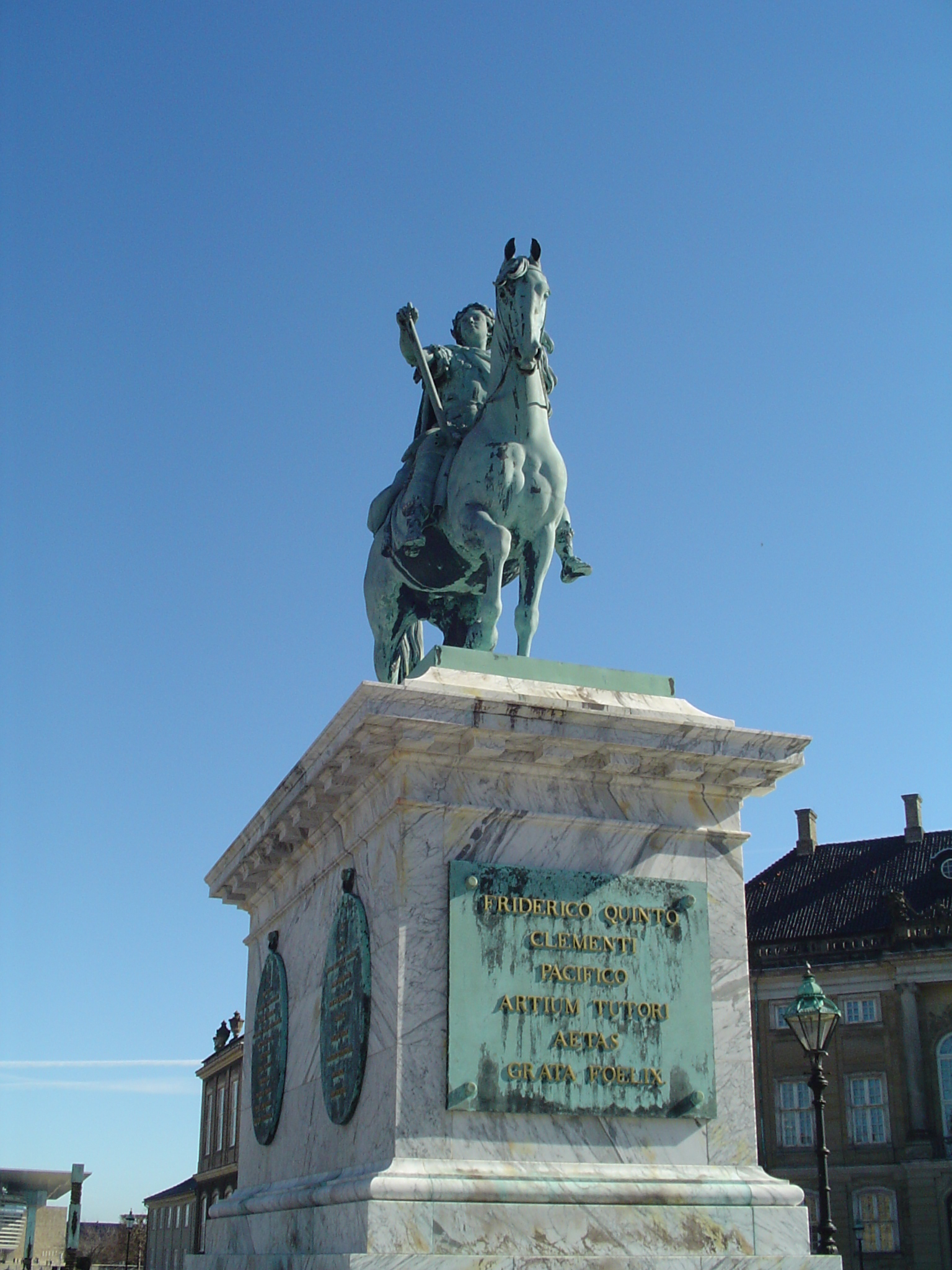
A Estátua equestre do rei Frederik V.

No Palácio de Amalienborg no meio da praça está a estátua equestre do rei Frederik V. O escultor francês Jacques-François-Joseph Saly foi responsável por sua criação, em 1753, finalmente concluída e foi inaugurada em 1771.
Uma placa em homenagem ao arquiteto tribunal Nicolai Eigtved, que elaborou o plano de Frederiksstad é colocado na parede do palácio do Rei cristãos VIII sobre Frederiksgade.

### Mudança da Familia Real para o Palácio de Amalienborg
Em 1794 o Palácio de Christiansborg, que era a residência real, foi levantado por incêndios pesados e o Rei Cristiano VII da Dinamarca (1749-1808) - governou a Dinamarca e a Noruega 1766-1808) e a sua família tornaram-se desabrigados, que fez o rei adquirir as duas propriedades de Amalienborg vazias, Moltke Schack e de palácios. A família real dinamarquesa se mudou para os palácios dentro de alguns dias após a catástrofe de Christiansborg.

## Os Quatro Palácios

### Palácio de Cristiano IX

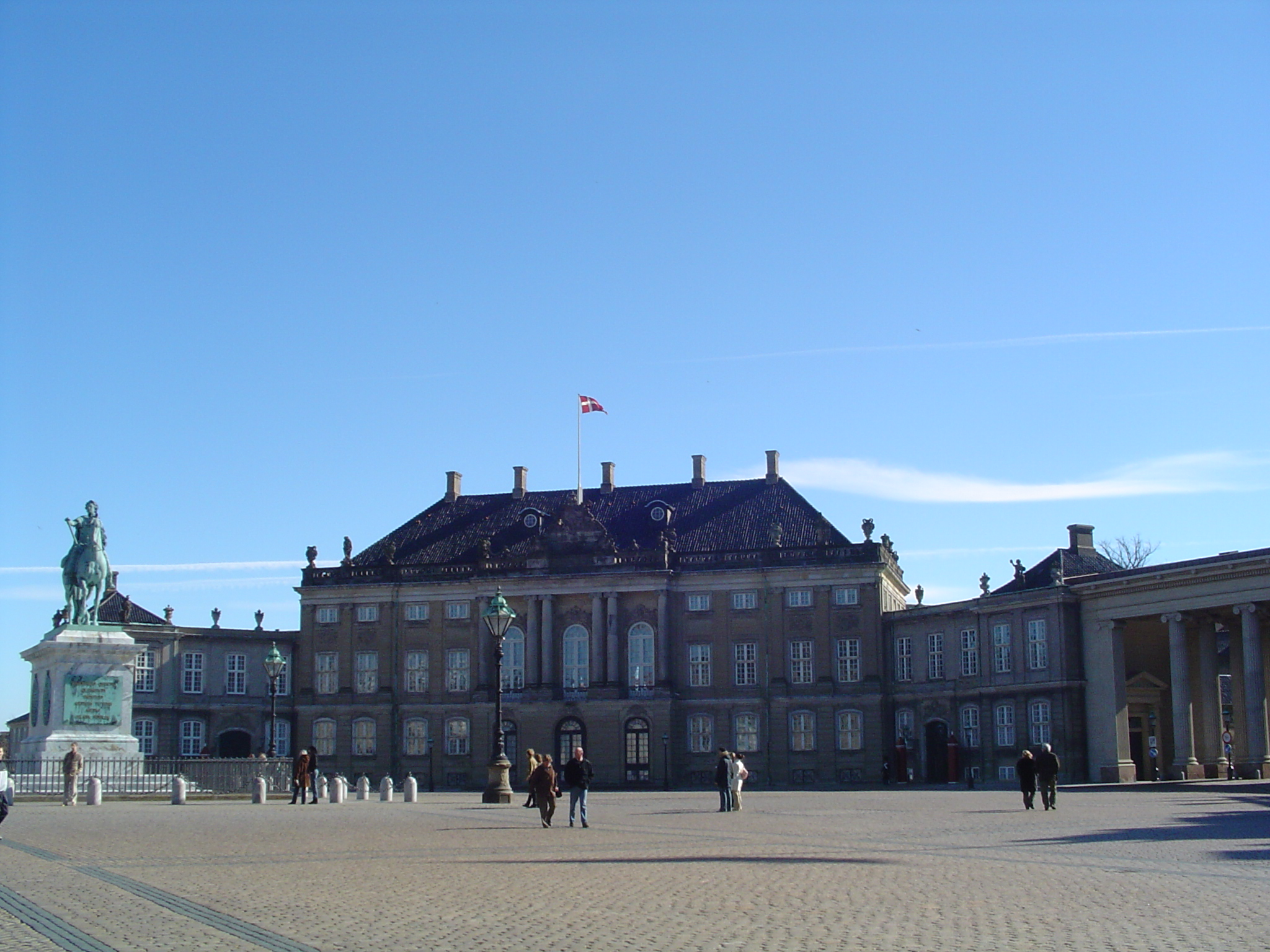
Palácio de Cristiano IX

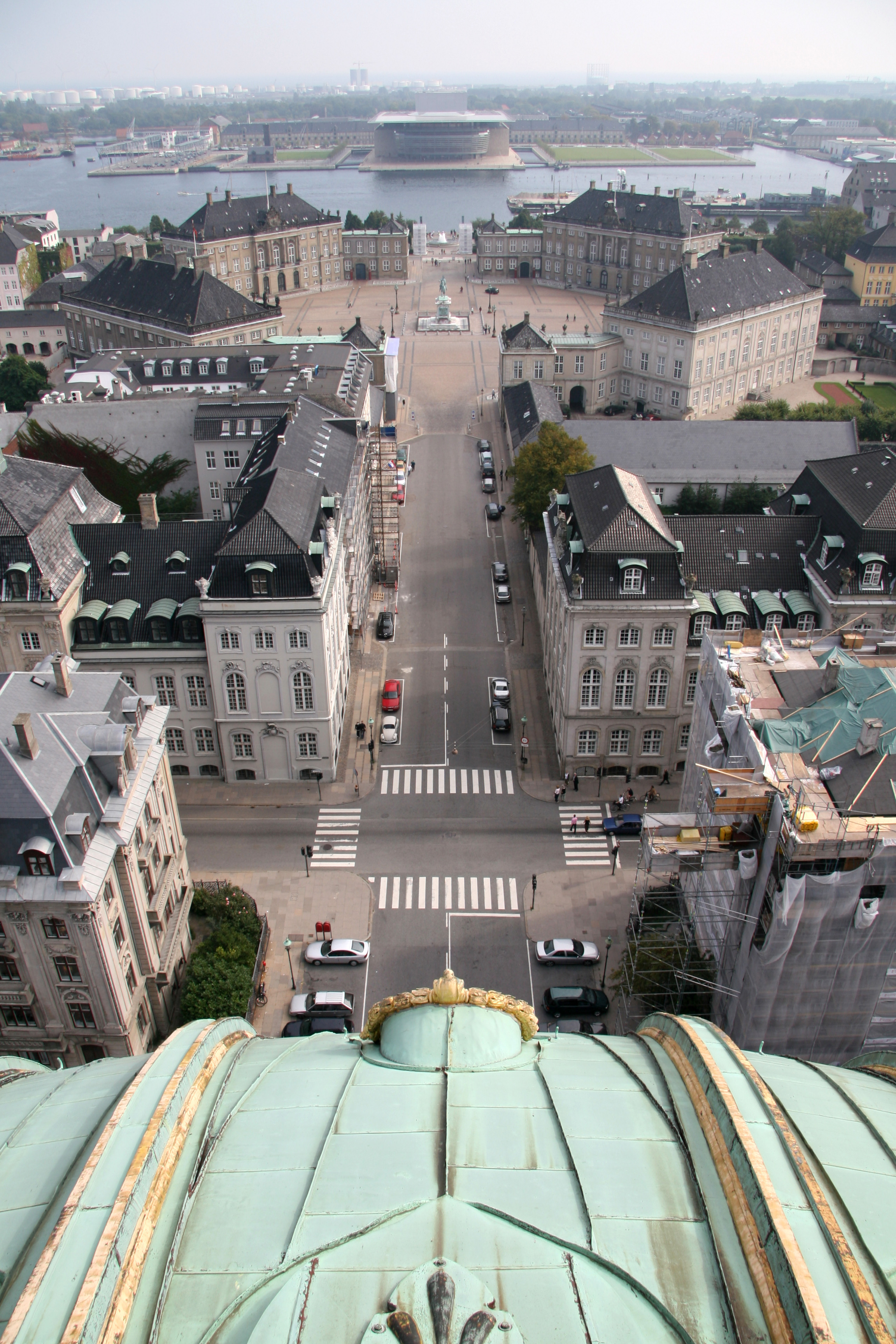
O Palácio visto da Igreja Frederick (Igreja de Mármore), com a Casa de Ópera de Copenhague ao fundo.

A construção do Palácio de Cristiano IX, ou Palácio Schack, foi iniciada em 1750. No entanto, em 1754 o Conselheiro real Løvenskjold Severin, que encomendou a construção, teve que desistir em face dos compromissos financeiros. A condessa Anne Sophie Schack assumiu a construção e passou-a à seu neto, Hans Schack. Em 1757, Hans Schack casou-se com a filha de Adam Gottlob Moltke, o que contribuiu na qualidade da construção com o uso dos melhores artistas e artesãos.
Após o incêndio em Christiansborg, o Palácio Schack foi adquirido pelo Príncipe-herdeiro Frederico, à época príncipe regente. Este então foi ligado ao Palácio Moltke pela "Colonnade", uma passagem sustendo por oito colunas jônicas sobre a Amaliegade. O príncipe-herdeiro, regente desde 1784, foi coroado sob o nome Frederico VI em 1808.
Posteriormente em 1839, o palácio foi utilizado pela Højesteret (a Suprema Corte Dinamarquesa) e o Udenrigsministeriet, que é o Ministério Dinamarquês das Relações Exteriores.
Em 1863, o Palácio foi colocado à disposição de Cristiano IX da Dinamarca, de quem receberia o nome que ostenta até hoje. O "sogro da Europa" viveu lá até 1906. A casa permaneceu intocada até ser registrada em 1948.
Em 1967, o palácio foi restaurado para acomodar a então herdeira Princesa Margrethe e o Príncipe Henrik, após o casamento. A rainha reinante ainda usa o palácio como a sua residência.

### Palácio de Cristiano VII

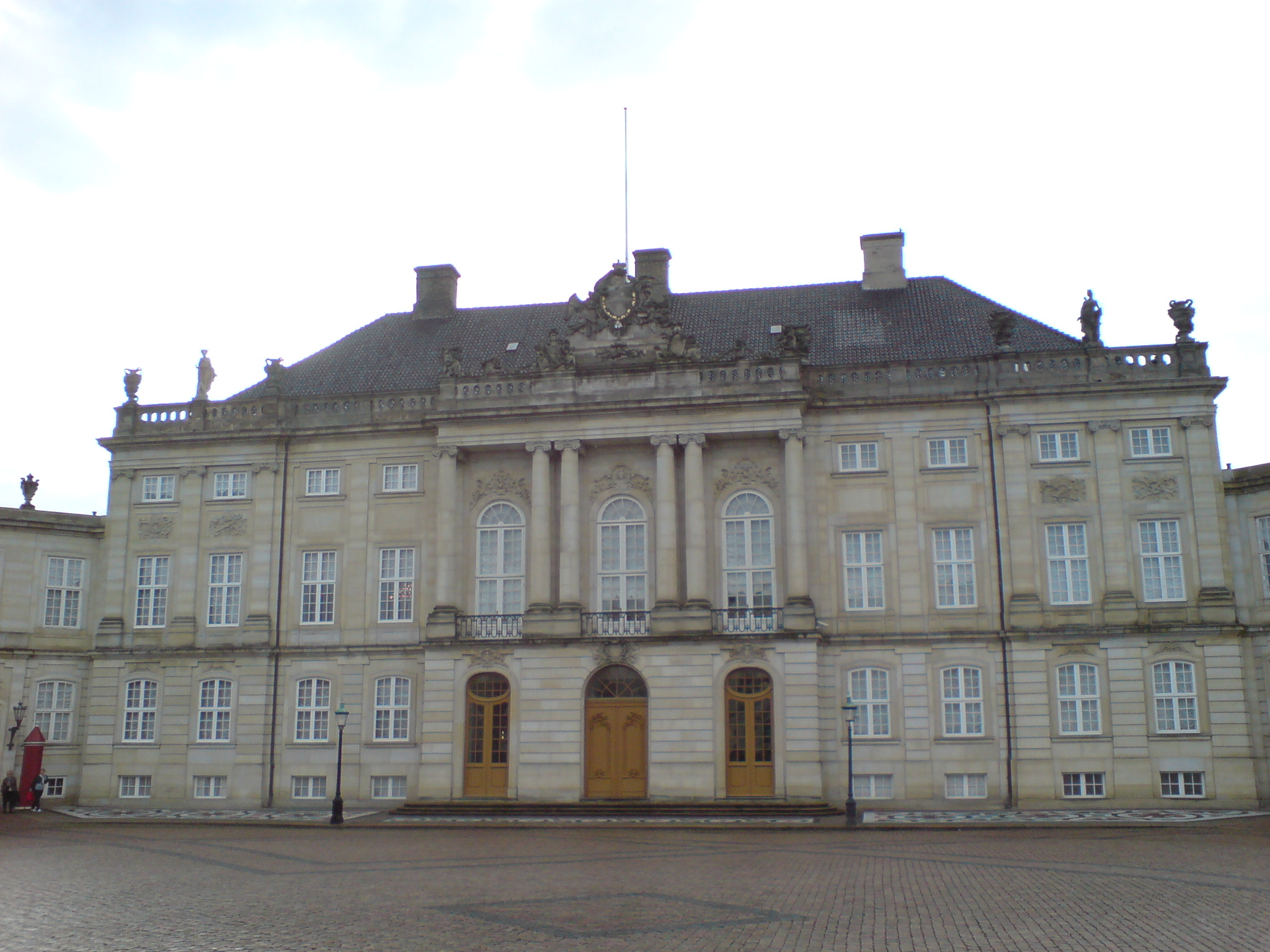
Palácio de Cristiano VII

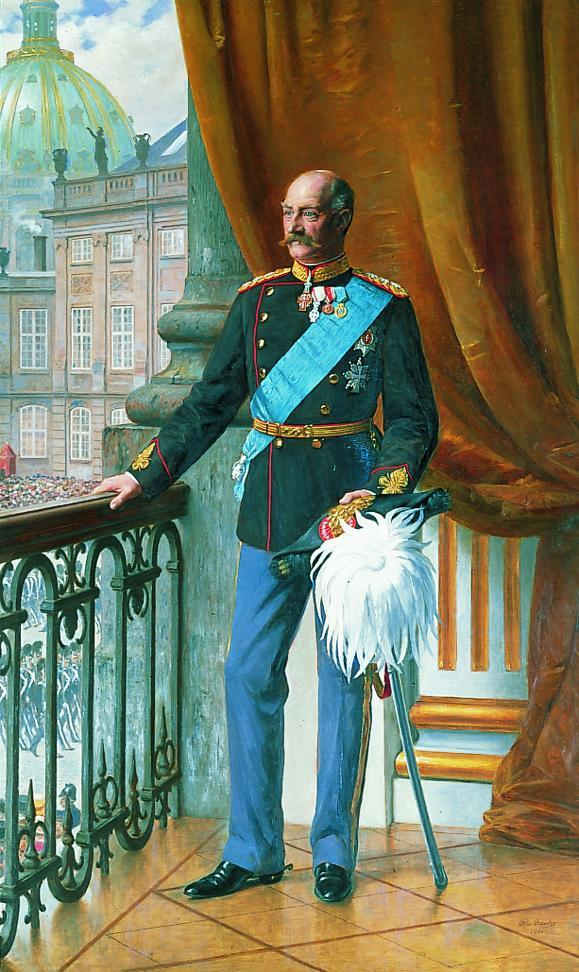
O rei Frederico VIII da Dinamarca com O Palácio de Amalienborg no fundo.

O Palácio de Cristiano VII, ou Palácio Moltke foi erguido entre 1750 e 1754 para o Lorde Adam Gottlob Moltke. Em 1794, um incêndio destruiu o Palácio de Christiansborg, fazendo com que Cristiano VII comprasse este palácio. Após Cristiano, o seu sucessor Frederico VI, manteve o palácio como residência real. Desde 1885, é utilizado somente para cerimônias oficiais, exceto quando abrigou Frederico IX e a Princesa Ingrid.
Na década de 1970, foram estabelecidos um jardim de infância e uma sala de aula para os príncipes Frederico e Joaquim da Dinamarca. Em 1982, a Agência de Palácios e Propriedades iniciou uma restauração exterior do Palácio. Em 1993 e 1996, com o apoio de uma série de patrocinadores privados, a Agência realizou uma restauração geral do interior. O Palácio de Cristiano VII é ocasionalmente aberto ao público.

### Palácio de Cristiano VIII

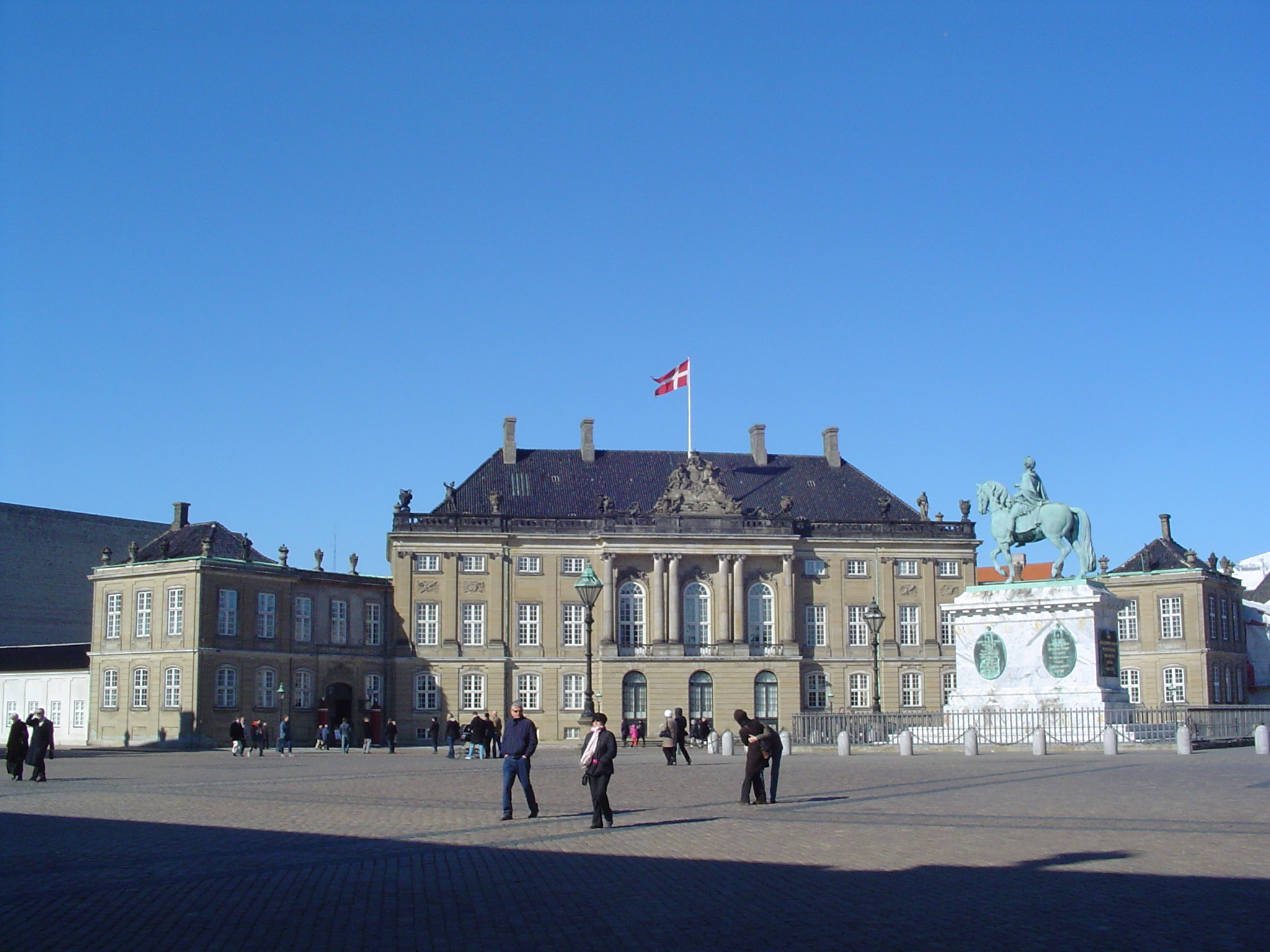
Palácio de Cristiano VIII

O Palácio de Cristiano VIII, ou Palácio Levetzau, foi construído para o Conselheiro Christian Frederik von Levetzau em 1750. O Príncipe Frederik, o herdeiro presuntivo, comprou o Palácio em 1794 e encarregou o pintor Nicolau Abildgaard de adequá-lo ao estilo imperial francês. Com a morte de Frederico em 1805, seu filho Cristiano assumiu o Palácio e as obras de restauração. No entanto, Abildgaard morreu quatro anos depois, deixando incompleta a restauração. Em 1839, Cristiano VIII concluiu as obras e passou a residir no Palácio que leva seu nome. Cristiano VIII veio a falecer em 1848 e sua consorte, Carolina Amália, em 1881.
Foi utilziado pelo Ministério de Relações Exteriores de 1885 até 1898, quando o Palácio tornou-se residência de Cristiano X e da Princesa Alexandrina. Com a morte de Cristiano X, o Palácio foi colocado à disposição do príncipe Canuto, o herdeiro presuntivo. Na década de 1980, a Agência de Palácios e Propriedades iniciou uma recuperação geral do Palácio. Foram reformadas as salas de residência e recepção do herdeiro do trono, a Biblioteca da Rainha e um museu para a Casa Real de Glücksborg.

### Palácio de Frederico VIII

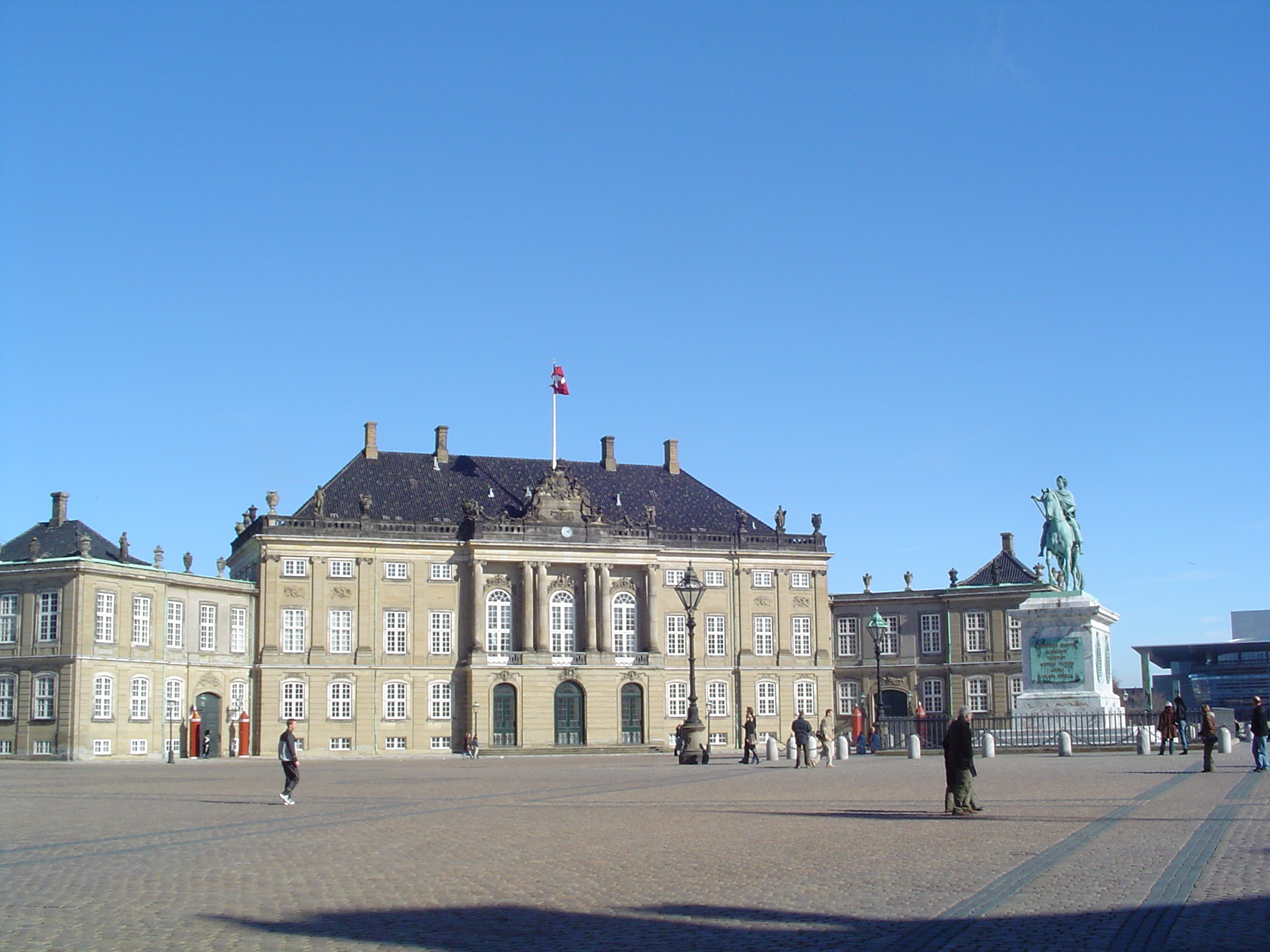
Palácio de Frederik VIII

Palácio de Frederico VIII, ou Palácio Brockdorff, foi construído entre 1750 e 1760 para o Barão Joachim Brockdorff. O barão morreu em 1763, e Adam Gottlob Moltke adquiriu o palácio. Dois anos depois, ele vendeu o Palácio de Frederico V. A partir de 1767, o Palácio serviu como sede da Academia Militar para Cadetes do Exército. Os cadetes tiveram de desocupar o palácio quando Frederico VI o designou para residência de seu filho, Frederico VII e a Princesa Guilhermina. A partir de 1837, quando o casamento de Frederico VII foi dissolvido, o Palácio abrigou vários membros da família real. Até 1869, quando o príncipe-herdeiro Frederico VIII se mudou definitivamente para lá.
Em 1934, o Palácio foi restaurado, a fim de ser usado pelo príncipe Frederico IX da Dinamarca e a sua esposa a princesa Ingrid da Suécia, que viria a ser rainha consorte dinamarquesa. A Rainha-mãe Ingrid viveu neste palácio até 2000.
Atualmente é a residência do atual rei Frederico X da Dinamarca e da sua esposa, a rainha Maria da Dinamarca, bem como dos quatro filhos do casal: o príncipe-herdeiro Cristiano, Príncipe Herdeiro da Dinamarca, a princesa Isabel da Dinamarca, o príncipe Vicente da Dinamarca e a princesa Josefina da Dinamarca.

## Residência do Monarca

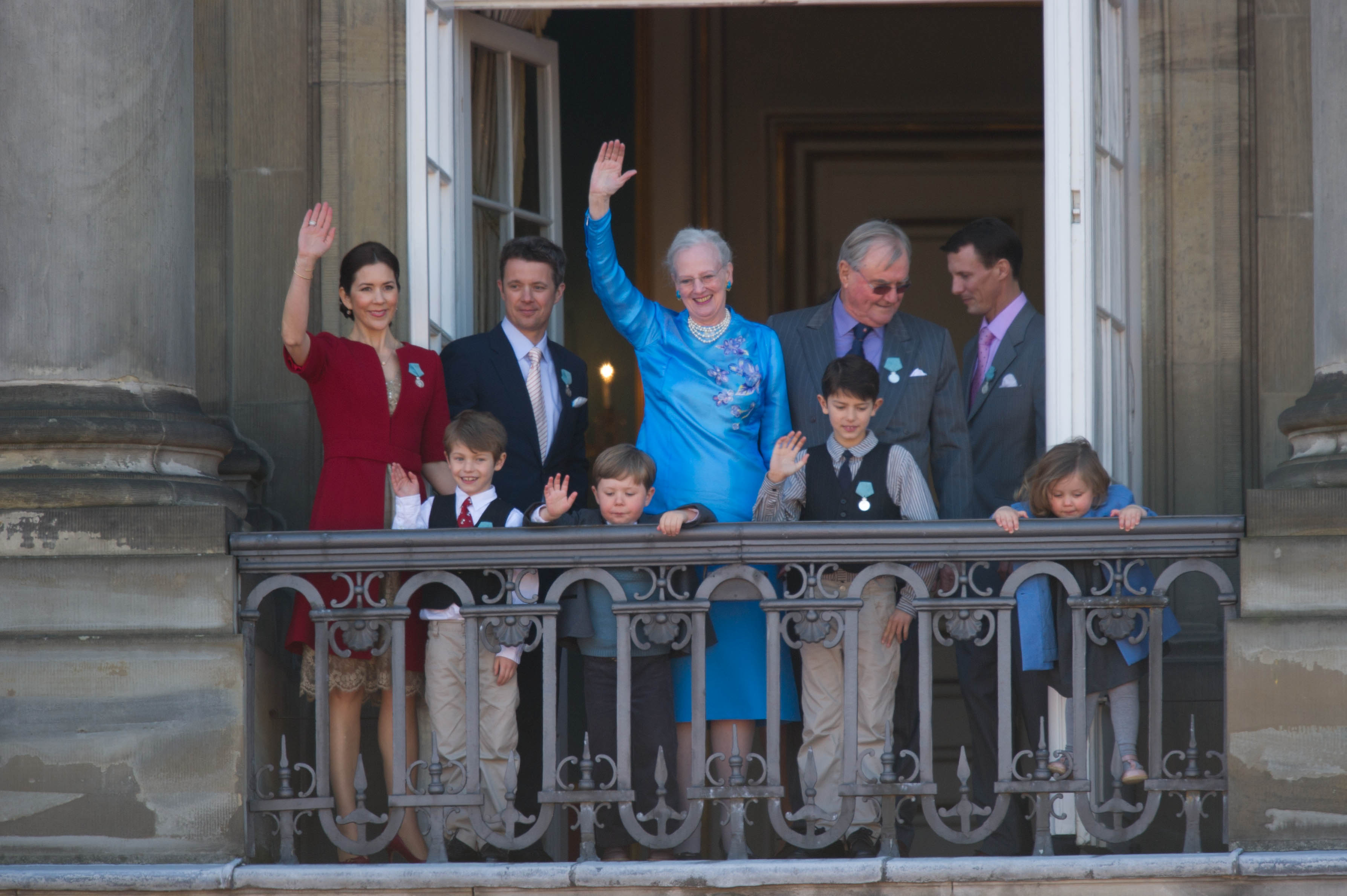
A Família real, no Palácio de Amalienborg.

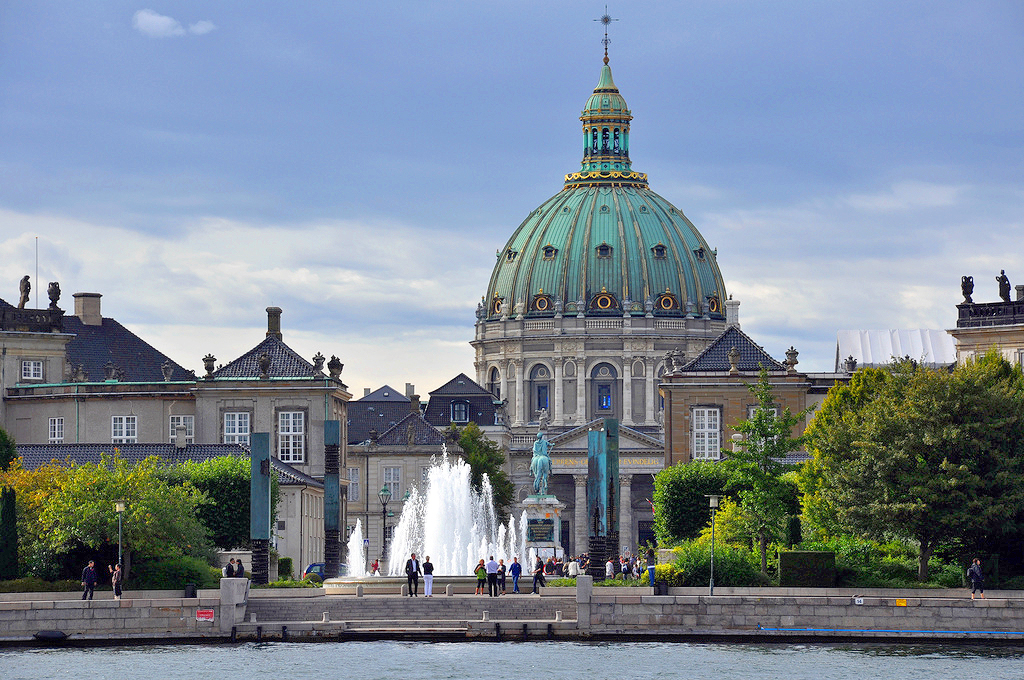
O Palácio de Amalienborg, com a Igreja de Mármore no fundo.

Ao longo de séculos, vários reis e suas famílias viveram nos quatro palácios que formam Amalienborg. O Palácio de Amalienborg tem às 12h o horário mais agitado do dia, com a cerimônia de troca da guarda. Os soldados marcham do Castelo Rosenborg até ao centro do pátio principal de Amalienborg, entre a multidão encantada e a banda marcial.

### O Jardim
Entre o Palácio de Amalienborg e o porto está localizado o Amaliehaven (Jardim Real). O jardim inaugurado em 1983 é um dos mais recentes na cidade. Foi doado à Copenhaga e portanto é administrado pelo Estado. As duas fontes existentes no parque são frequentemente um cartão postal com o Palácio ao fundo.

### Museu
No andar térreo do Palácio de Cristiano VIII há um museu inaugurado em 1994, baseado no interior do Castelo Rosenborg. Conta também com um passeio pela arte contemporânea e fotografias e mobiliário elegante (organizados com grande sensibilidade). Nos aposentos reais são preservados mais de 150 anos em objetos históricos, incluindo roupas tradicionais com acessórios.

## A Segurança

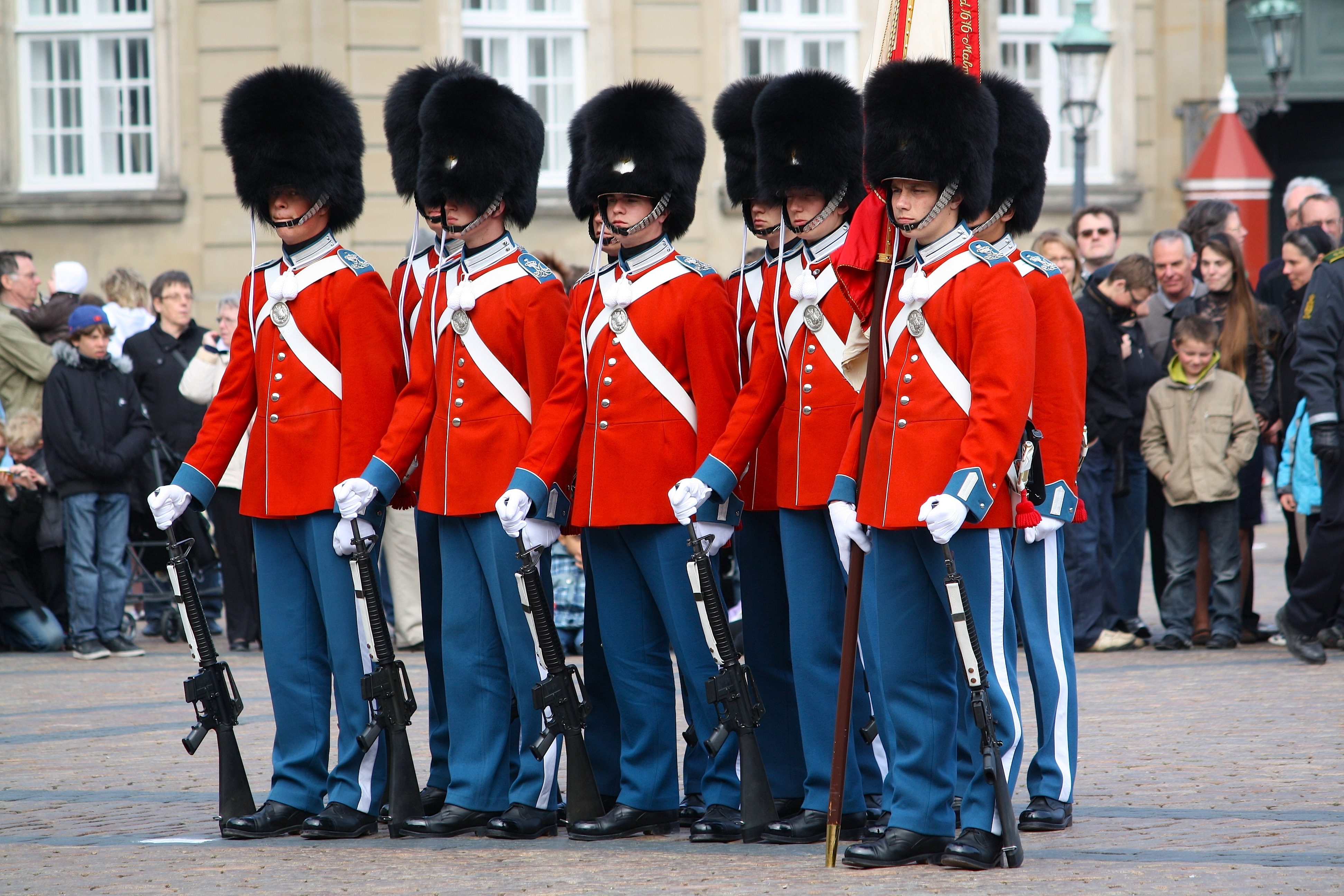
Guarda Real

Esta residência real é guardada dia e noite, pela Guarda Real da Dinamarca. Soldados em uniformes preto e azul e vermelho e azul escuro usando um urso no alto da cabeça. Em cada meio-dia há uma mudança cerimonial da guarda, acompanhada por música. Se a rainha está em casa, a marcha não pode prescindir da guarda, batalhões e dos padrões reais. A troca da guarda é uma das mais antigas e mais comuns de todas as cerimônias reais, um novo guarda troca a responsabilidade com um outro que lá já estava para dar continuidade aos procedimentos operacionais. A "Kongevagt" (The King´s Guard) e sua troca acompanhada pela banda real que toca tradicionais marchas militares, acontece quando a rainha está na residência. Os guardas saem do castelo de Rosenborg as 11:30 e chegam em Amalienborg ao meio dia, onde ocorre a troca da guarda.
A "Løjtnantsvagt" (The Lieutenant Guard) é a exercida quando o príncipe consorte Henrique da Dinamarca (marido da rainha) ou do príncipe-herdeiro estão reinando na ausência da rainha, e a "Palævagt" (The Palaca Guard) é a exercida quando o príncipe Frederico, Príncipe Herdeiro da Dinamarca ou o príncipe Joaquim da Dinamarca estão em Amalienborg, ou quando o palácio está sem nenhum membro integrante da família real dinamarquesa.
Durante a troca da guarda os turistas acompanham cada troca, que são 4 (1 para cada castelo), mas devem ficar atentos à delimitação do espaço que podem cruzar (as linhas mais escuras no chão).

## Localização e significância

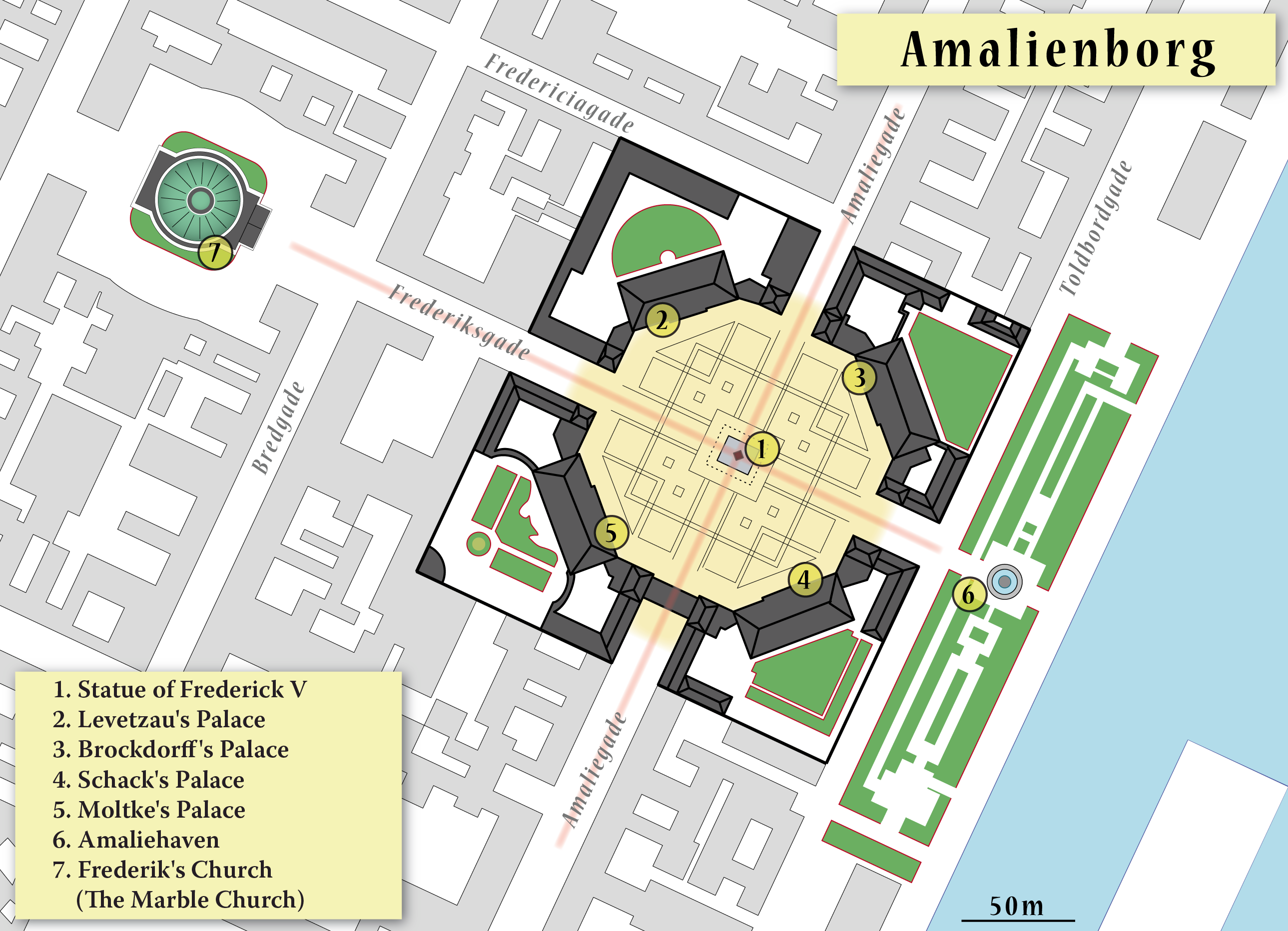
Mapa do Palácio de Amalienborg. Destacando também a Igreja de Mármore.

Amalienborg é considerado o mais belo palácio real, não apenas na Dinamarca, mas em todo o Norte da Europa, recebendo muitos turistas estrangeiros e até mesmo habitantes locais. Desde 1993, Amalienborg é candidato para inclusão no Património Mundial da UNESCO. A taxa de visitação para adultos é de 50 coroas dinamarquesas, já crianças têm entrada gratuita.

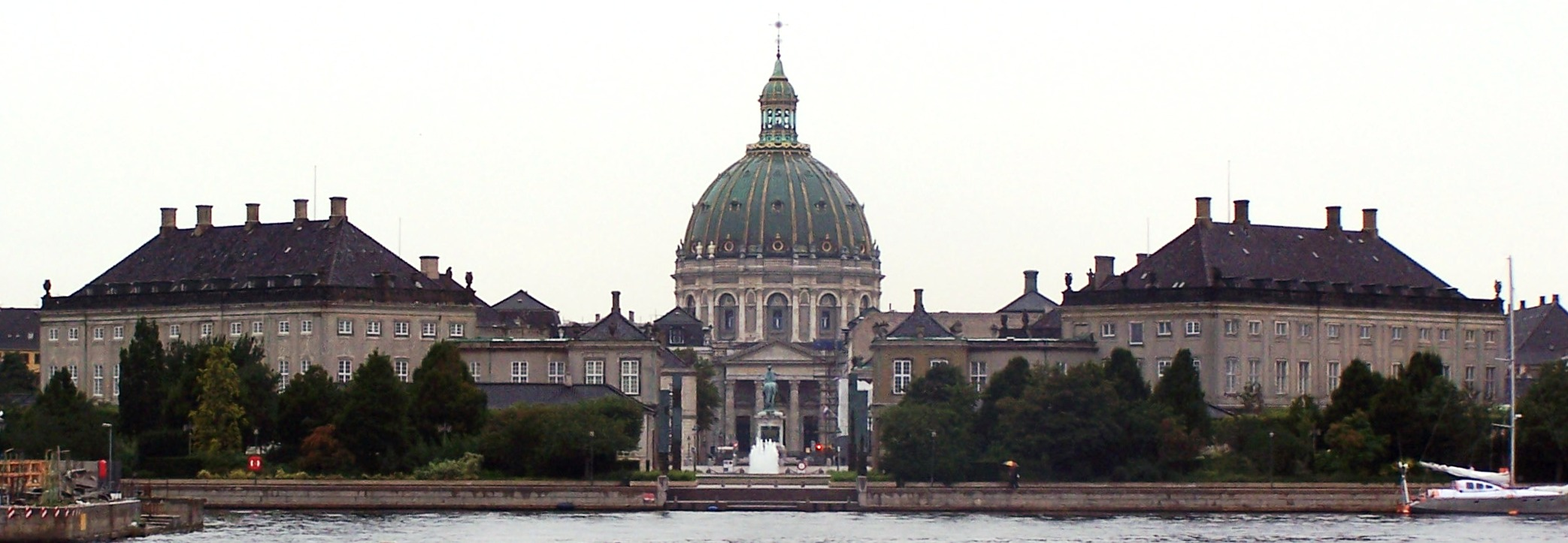
Os dois prédios do conjunto do Palácio e, ao fundo, a Igreja de Mármore.

## Galeria

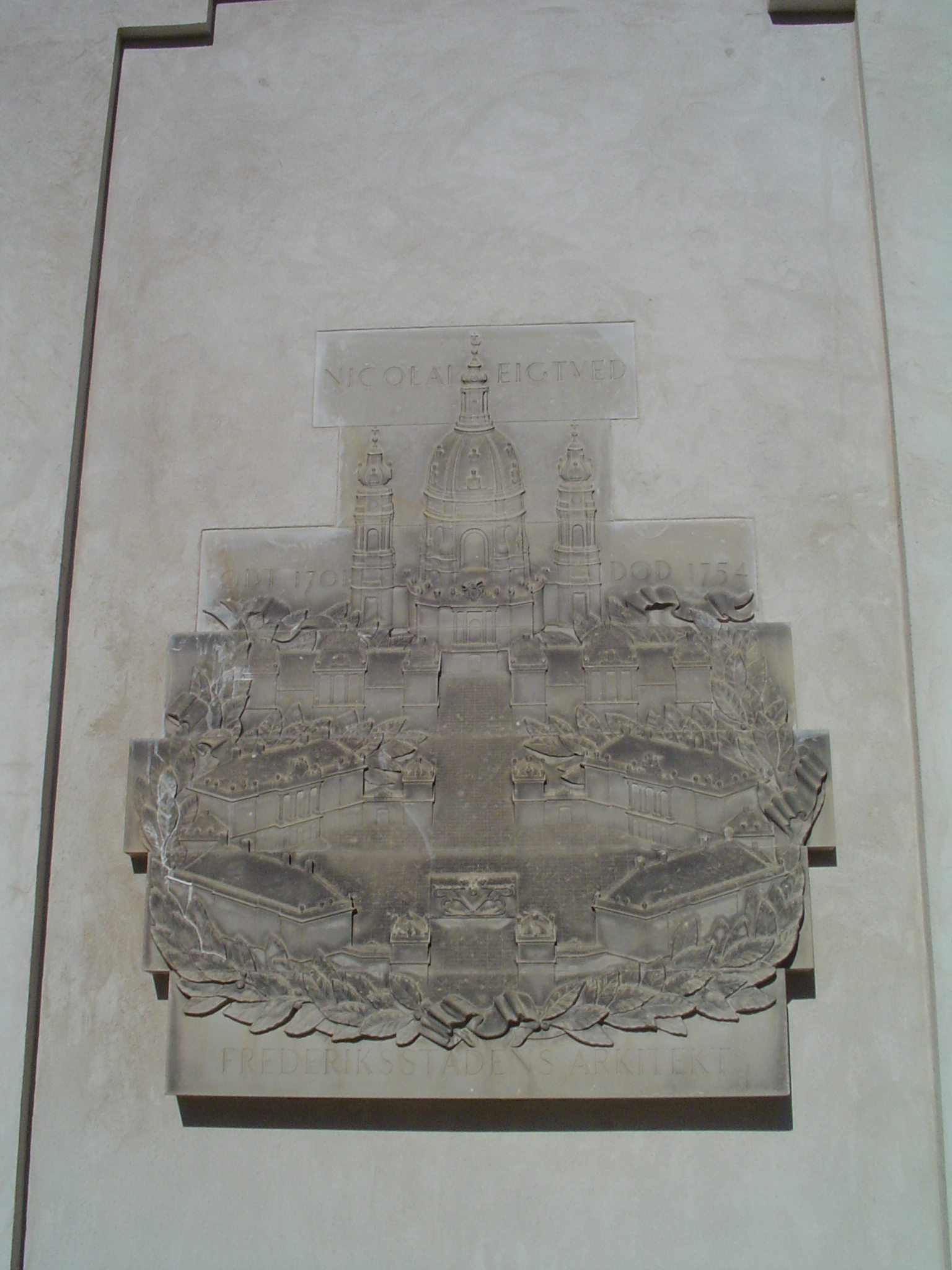
O plano original do castelo, juntamente com FrederikskirkenMarmorkyrkan, tudo projetado pelo arquiteto Nicolai Eigtved
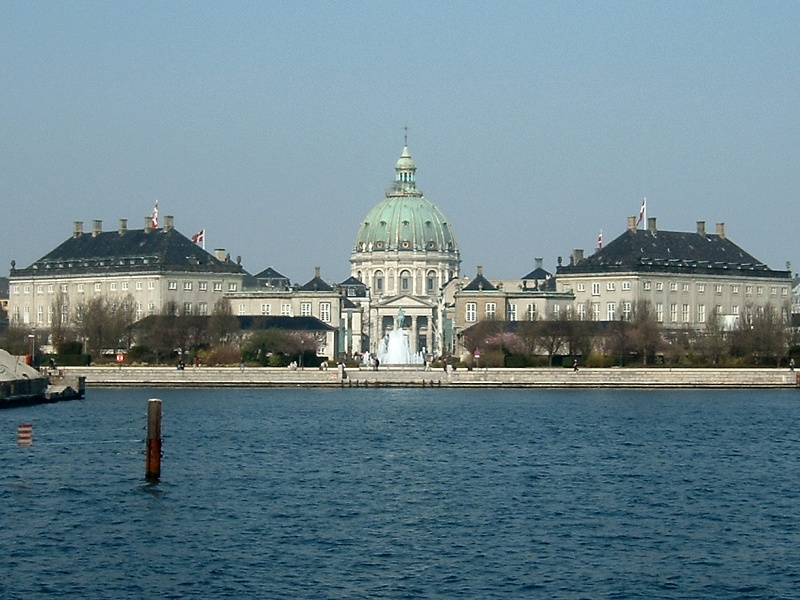
Palácio de Amalienborg, visto da casa de ópera de Copenhague em Köpenhamns opera
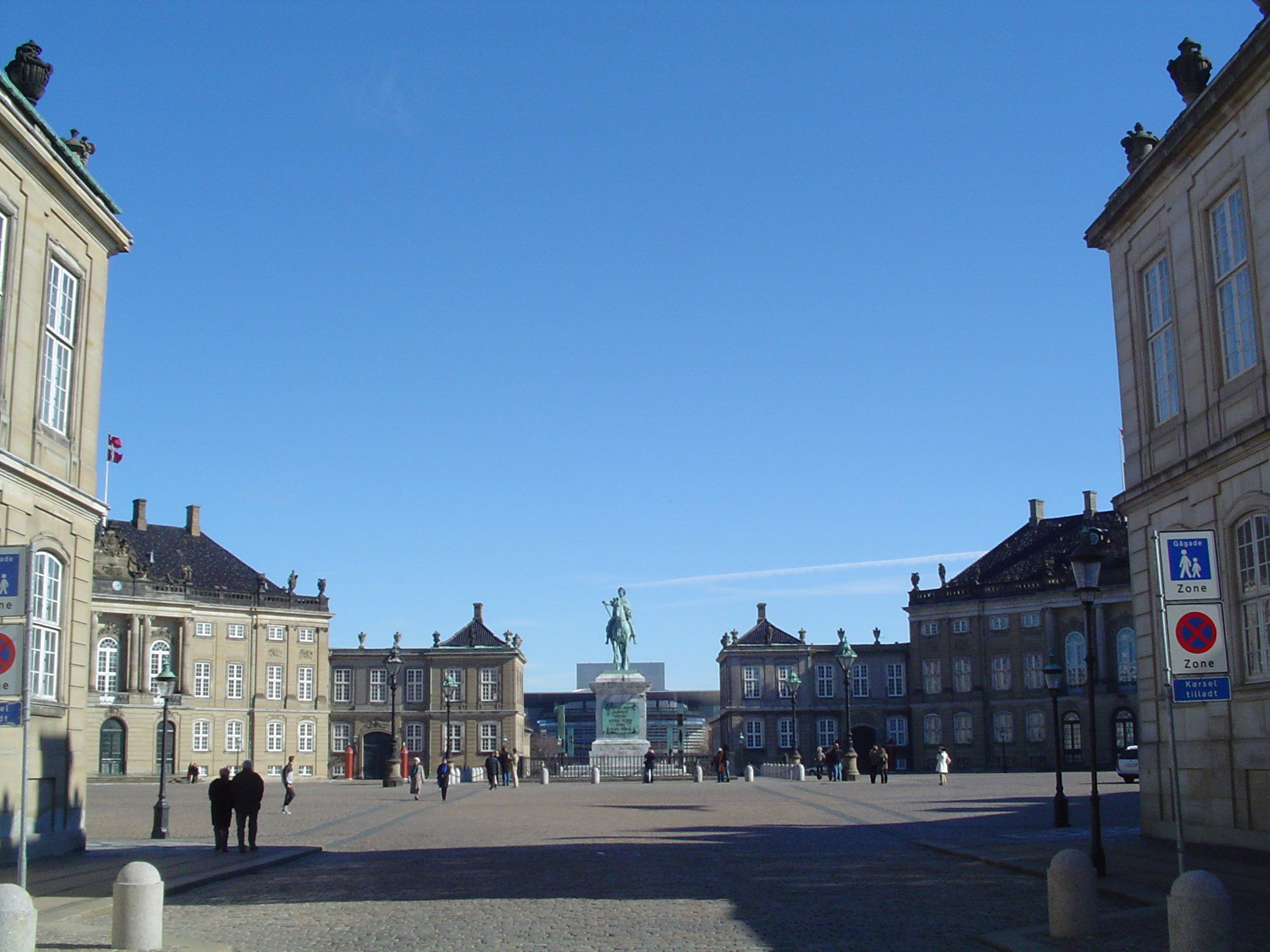
A ópera de Copenhaga vista do Palácio de Amalienborg (atrás da estátua)
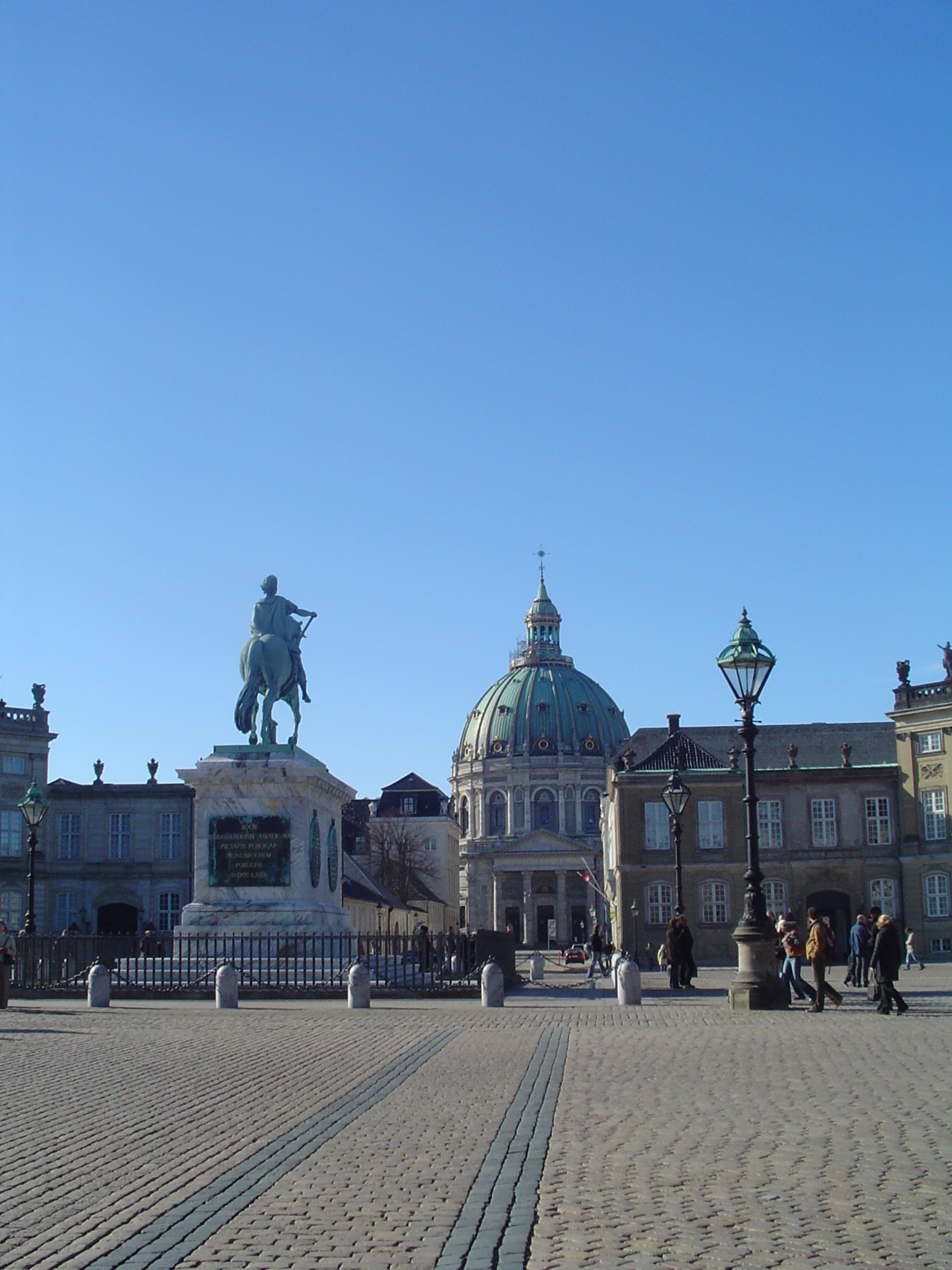
A Igreja de mármore
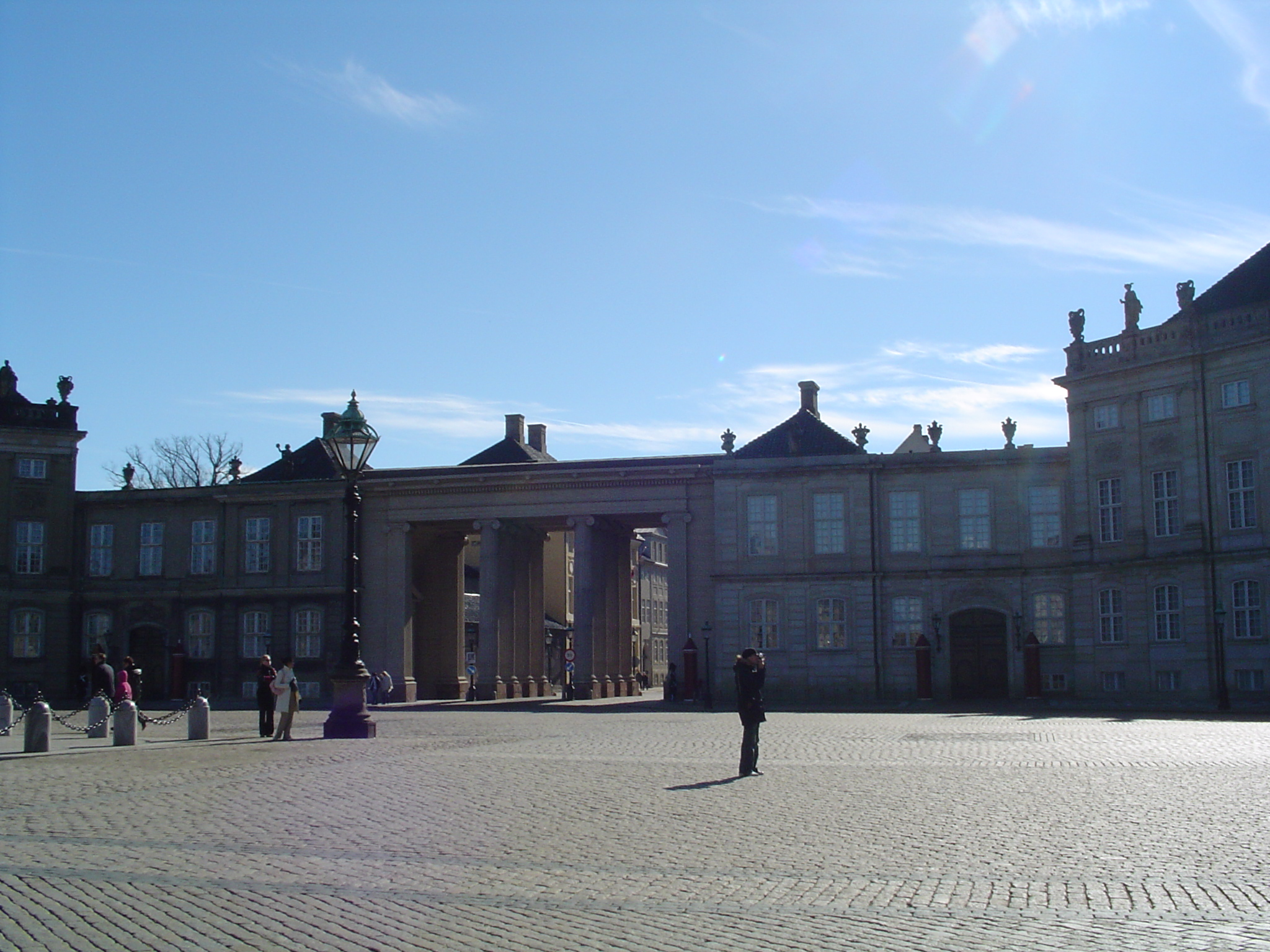
Pilares da entrada de Amaliegade
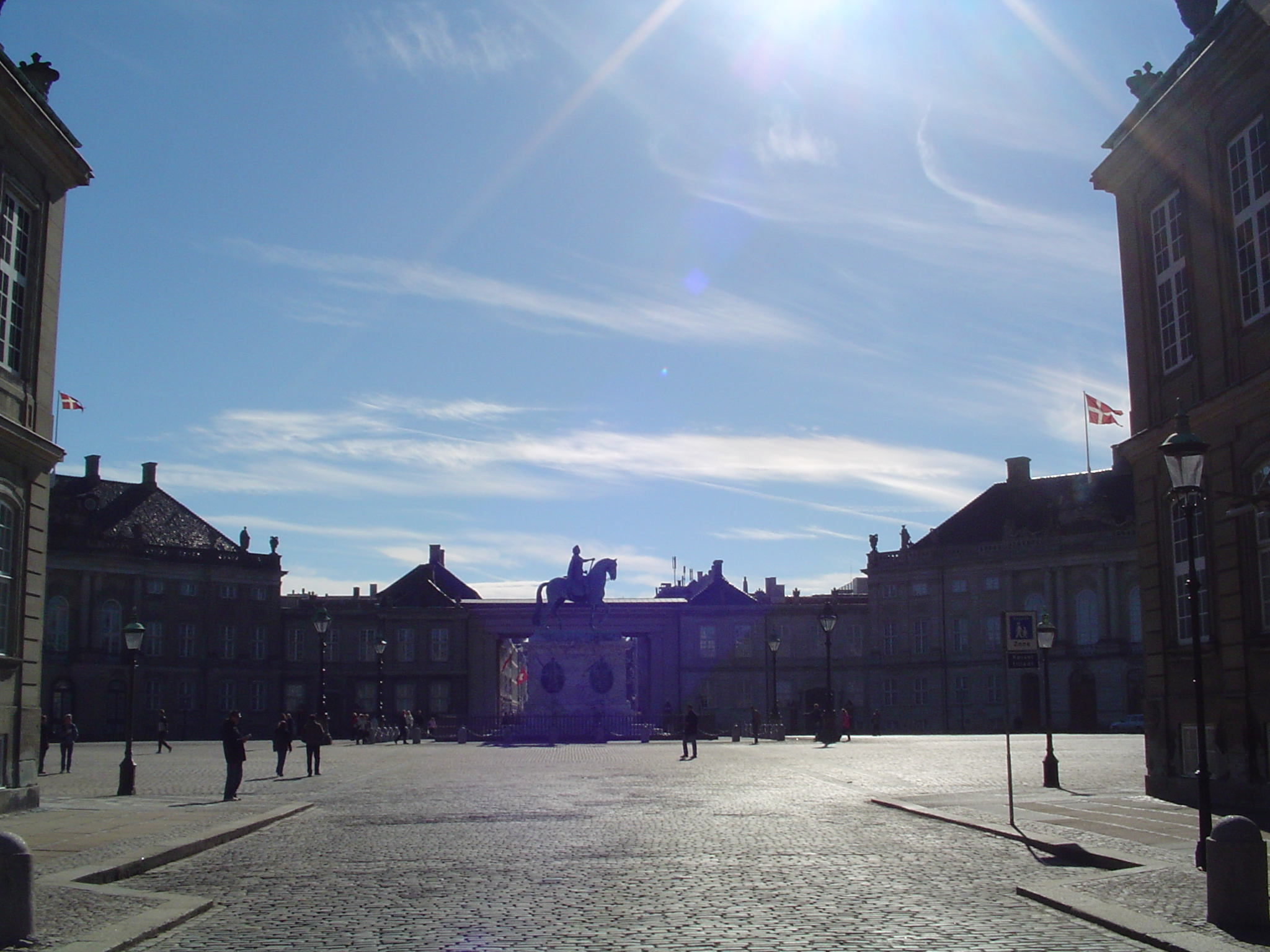
Vista do Amaliegade, com pilares do outro lado do estaleiro Castelo
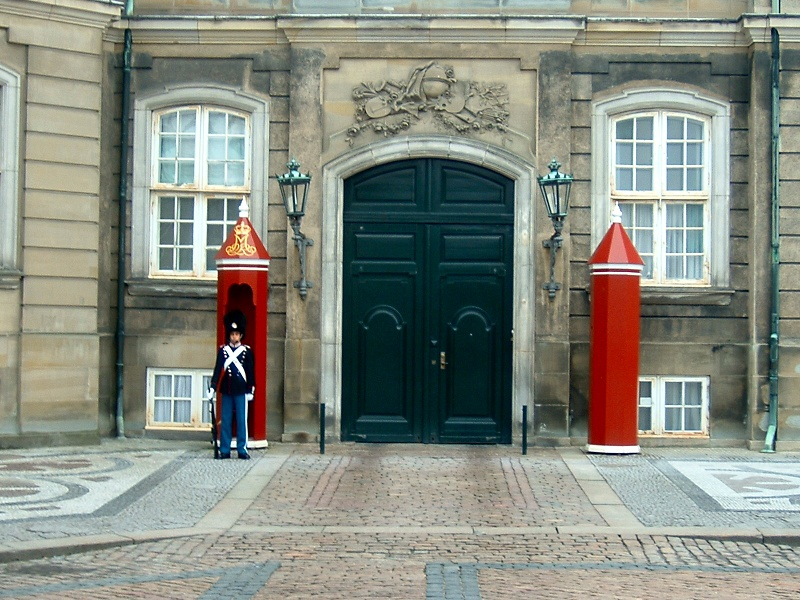
Guarda real no Palácio de Amalienborg

## Discografia
- Den Konglige Livgardes Musikkorps (1999). Marcher vol. 2 - Amalienborg. Rosenborg Recording. ASIN B0027BAS0M